# Собжа

Собжа — река в Смоленской и Калужской областях России.
Протекает по территории Угранского и Юхновского районов. Исток — северо-западнее деревни Шумихино, впадает в реку Угру в 149 км от её устья по правому берегу. Длина реки составляет 19 км, площадь водосборного бассейна — 113 км².
Вдоль течения реки расположены деревни Шумихино, Ломенка и Тарасовка.

## Данные водного реестра
По данным государственного водного реестра России относится к Окскому бассейновому округу, водохозяйственный участок реки — Угра от истока и до устья, речной подбассейн реки — Бассейны притоков Оки до впадения Мокши. Речной бассейн реки — Ока.
По данным геоинформационной системы водохозяйственного районирования территории РФ, подготовленной Федеральным агентством водных ресурсов:
- Код водного объекта в государственном водном реестре — 09010100412110000021139
- Код по гидрологической изученности (ГИ) — 110002113
- Код бассейна — 09.01.01.004
- Номер тома по ГИ — 10
- Выпуск по ГИ — 0